# Hydriastele sarasinorum
Hydriastele sarasinorum är en enhjärtbladig växtart som först beskrevs av Karl Ewald Maximilian Burret, och fick sitt nu gällande namn av William John Baker och Adrian H.B. Loo. Hydriastele sarasinorum ingår i släktet Hydriastele och familjen Arecaceae.
Artens utbredningsområde är Sulawesi. Inga underarter finns listade i Catalogue of Life.